# Giardini Speyer
I Giardini Speyer sono un parco ubicato nel quartiere Farini a Ravenna. I giardini prendono il nome dalla città tedesca di Spira, in tedesco Speyer, gemellata con Ravenna dal 25 aprile 1989.

## Struttura
All'interno del parco è presente la Basilica di San Giovanni Evangelista. Sono inoltre presenti due opere d'arte, una composta da materiale lapideo e bronzo e l'altra in mosaico.
I percorsi sono realizzati con gli stessi materiali usati per il Viale Farini (porfido e sasso).

## Monumento all'interno dei Giardini

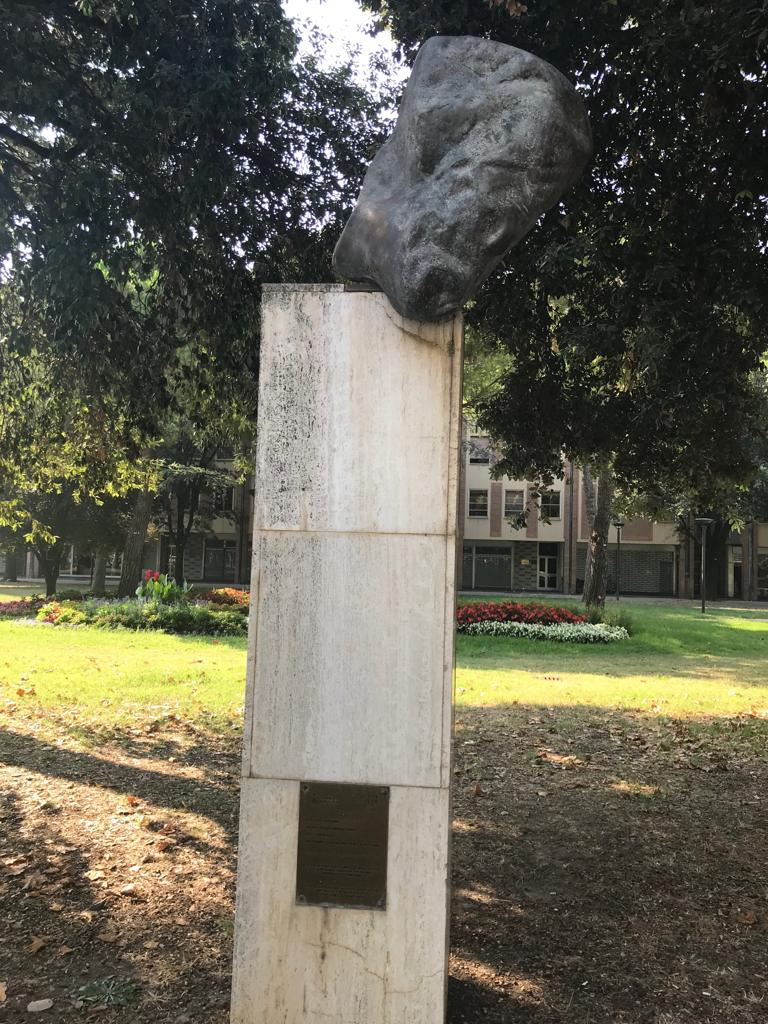
monumento Giardini Speyer

Un frammento di umanià verso il prossimo, anche chiamato Stele con Testa, è un'opera donata dalla città di Spira alla città gemellata di Ravenna. Questa scultura è opera dello scultore di Speyer Wolf Spitzer. Quest'opera è situata all'interno dei Giardini Speyer.

## Colonna
Il 6 giugno 2003, nell'area verde dei Giardini Speyer, venne inaugurata una nuova opera denominata La Gerusalemme Celeste. Si tratta di una colonna in mosaico pensata da Enzo Pezzi e costruita da alunni del Consorzio Provinciale per la Formazione Professionale di Ravenna. La colonna è interamente costruita in mosaico, e si ispira alle torri di Gerusalemme e Betlemme. Le torri sono inoltre rappresentate dai mosaici della città (San Vitale e Sant'Apollinare in Classe).